# Paule Constant
Paule Constant (Gan, 25 gennaio 1944) è una scrittrice francese.

## Biografia
Paule Constant è nata il 25 gennaio 1944 a Gan, nel dipartimento dei Pirenei Atlantici.
Ha vissuto per molti anni all'estero (Africa, Asia e America Latina), mete che hanno ispirato i suoi romanzi insigniti di numerosi riconoscimenti quali il Premio Goncourt nel 1998 con Confidenza per confidenza .
L'8 gennaio 2013 è stata eletta membra dell'Académie Goncourt al posto di Robert Sabatier deceduto l'anno prima.
Vive a Aix-en-Provence dove insegna letteratura francese in un istituto per studenti stranieri.

## Opere principali

### Romanzi
- Ouregano (1980)
- Propriété privée (1981)
- Balta (1983)
- Un monde à l’usage des demoiselles (1987)
- White Spirit (1989)
- Le Grand Ghâpal (1991)
- La Fille du Gobernator (1994)
- Confidenza per confidenza (Confidence pour confidence, 1998), Milano Rizzoli, 2000 traduzione di Idolina Landolfi ISBN 88-17-86369-6.
- Sucre et Secret (2003)
- La Bête à chagrin (2007)
- C'est fort la France! (2013)
- Di pipistrelli, di scimmie e di uomini (Des chauves-souris, des singes et des hommes, 2016), traduzione di Francesca Bononi, L'orma editore, Roma 2020, ISBN 978-883-131-227-1.

## Alcuni riconoscimenti
- Prix Valery-Larbaud: 1980 vincitrice con Ouregano
- Grand Prix du roman de l'Académie française: 1990 vincitrice con White Spirit
- Prix littéraires Gabrielle-d'Estrées et Jackie-Bouquin: 1991 vincitrice con Le Grand Ghâpal
- Targa Jean Giono: 1995 vincitrice
- Premio Goncourt: 1998 vincitrice con Confidenza per confidenza